# Городокская улица
Городокская улица (укр. Городоцька, пол. Gródecka) — самая длинная улица во Львове (Украина), одна из важнейших транспортных магистралей города. Начинается от Торговой площади и заканчивается при въезде в село Холодноводка. Общая длина улицы — около семи с половиной километров. В застройке улице встречаются классицизм, модерн, конструктивизм, новые здания 2000-х годов.

## История

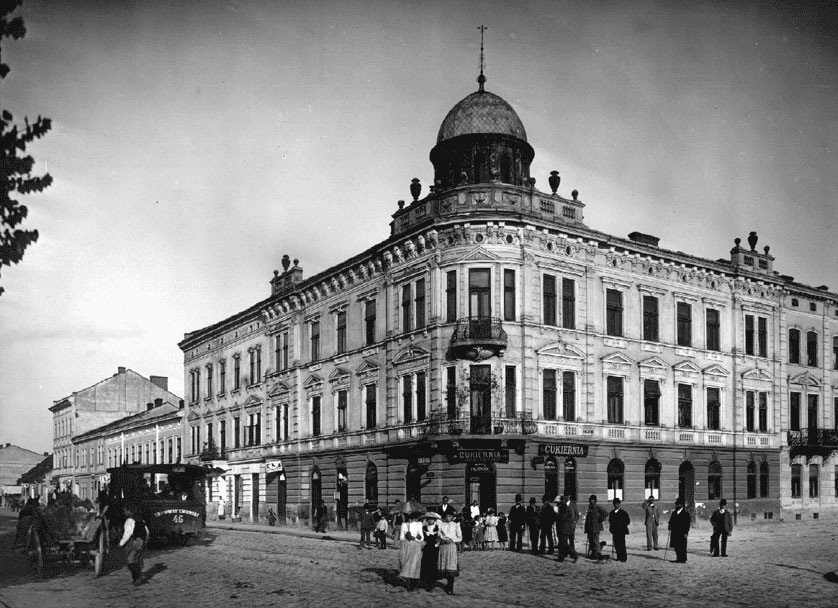
Угол Городецкой улицы (ныне Городоцкая) и площади Солярни (ныне площадь Кропивницкого) во Львове; 1896 год

До 1964 года улица состояла из трёх отдельных частей:
- Отрезок от Торговой площади до улицы Шевченко носил название улицы Святой Анны. Впервые это название упоминается в 1570 году, но сама улица возникла значительно раньше. Название улицы происходит от костёла Святой Анны, который находится на развилке улиц Городоцкой и Шевченко. Улица Святой Анны входила в состав Краковского предместья и заселена была в основном русинами. Застройка была деревянной, одноэтажной, дома утопали в густых садах. В конце XIX века появились многоэтажные здания, принадлежащие еврейской буржуазии. С 1871 года улица стала называться Казимировская (в честь польских королей). В 1908—1909 годах на улице проложена трасса электрического трамвая. Казимировская улица разделяла богатые кварталы центра и южного предместья от района, заселённого еврейской беднотой (улицы Шпитальная, Котлярская, Сонячная и другие). На северной стороне улицы разместилась политическая тюрьма «Бригидки», рядом были расположены полицейский комиссариат и казармы полиции. С 1938 года улица Казимира Великого, с 1941 года Казимирштрассе. В декабре 1944 Казимировская улица была переименована в улицу Чапаева. В 1964 году она слилась с Городоцкой и получила название улицы Первого Мая.

- Отрезок между костёлом Святой Анны и современной улицей Боберского в XV веке назывался Широкой, несколько позже Краковской дорогой и с конца XVIII века, в результате упадка торговли, Грудецкой (Городоцкой, от названия Городка). Это был первый вымощенный тракт в Львове. Улица приобрела большее значение после открытия в 1861 году железной дороги Львов-Перемышль. В 1879 году по Городецкой пустили конку, в 1909 — трамвай. Сначала железная дорога подходила вплотную к улице. Железнодорожные перроны были на том месте, где сейчас находится товарная станция. В начале XX века на небольшой площади, которая примыкает к Городоцкой, началось строительство костёла Святой Елизаветы — в честь супруги австро-венгерского императора Франца Иосифа І. Место было избрано с расчётом заслонить собор Святого Юра и создать облик римско-католического Львова со стороны железнодорожного вокзала, для прибывающих в город. С 1938 года улица Токажевского, с 1941 года — Винерштрассе, с 1944 года вновь Городецкая улица, с 1964 года улица Первого Мая, с начала 1990-х Городоцкая улица.

- Отрезок от современной улицы Боберского и до границы города назывался Богдановкой. Название происходило от одноименного имения, заложенного семьей львовских армян в XVI веке. В 1933 году улица была присоединена к Городоцкой. Этот район считался пролетарским, здесь работал ряд крупных предприятий города. В советский период внешний вид улицы значительно изменился, были реконструированы и значительно расширены старые предприятия, построены кварталы многоэтажных домов и школы.

|                                                                                                |  |                                 |  |                                                                                           |
| Городоцкая в районе Львовского СИЗО (бывшая тюрьма «Бригидки», на фото — по левой части улицы) |  | Улица в районе Львовского цирка |  | Улица в районе пригородного вокзала и Привокзального рынка; вид на костёл Святой Эльжбеты |

## Примечательные здания
- № 15. В польский период в здании находился отель «Астория», в советское время здесь была расположена гостиница «Киев»; во времена СССР здесь также был Клуб творческой молодежи, известный как «Комсомольский андерграунд».
- № 16. До 1939 года была фабрика меха Маряша, в 1960-х годах механический техникум, в 1980-х — магазин готовой одежды фирмы «Маяк», ныне — магазин бытовой техники «Фокстрот» и прокуратура и казначейство Шевченковского района.
- № 20. При первой Речи Посполитой, с 1614 года здесь был монастырь Святой Бригидды, с 1784—1785 — тюрьма «Бригидки», в советское время — следственный изолятор.
- В здании № 26 в австрийское и польское время были городские казармы полиции и Гродский загородный суд, в 1950-х здесь был филиал Украинского театрального общества, позже здесь разместился Львовский государственный университет внутренних дел.
- № 28. В польское время здесь была гостиница Борера.
- № 32. Костёл Святой Анны. В послевоенное время в храме устроили городские железнодорожные кассы; с 1960-х годов здесь был мебельный магазин № 6 и горсправка. С начала 1990-х здесь — храм УГКЦ.
- № 33. В 1453—1784 годах на этом месте находилась православная церковь Благовещения — одна из самых больших во Львове.
- № 34 как адрес ныне не существует. При Польше здесь находились уездные суды.
- № 36. Львовский драматический театр им. Леси Украинки. В XVIII веке этот участок принадлежал монахам-августинцам, а позже — костёлу Святой Анны. В 1908 году построено нынешнее здание, в то время Католический дом, в котором находился также Малый театр комедии, кинотеатр и ресторан. В советское время здесь был Русский драматический театр Прикарпатского военного округа.
- № 37. Здесь была синагога «Клойз Комарно». В фотоателье, которое находилось в этом здании во время гитлеровской оккупации, была явка членов «Народной гвардии имени Ивана Франко», коммунистической подпольной группы, хранилось оружие.
- № 38. Здание школы № 56 и Галицкого юридического лицея. На его месте в конце XIX века были конюшни и манеж. Позднее, когда была проложена линия электрического трамвая, было построено нынешнее здание, в то время — трамвайное депо. До 1939 года здесь была польская школа имени Юлия Словацкого, затем школа железнодорожников № 2.
- № 40. В польские времена здесь были расположены казармы артиллерии, с советского времени здесь — военная часть.
- № 42 Жилой дом в стиле модернизированного классицизма построен в 1930 году для семей офицеров польского войска. Архитектор Рудольф Индрух, известный, как автор проекта Мемориала орлят[1].
- № 45. До 1939 года в жилом доме здесь находилась синагога, основанная предпринимателем Йоной Шпрехером.
- № 50. В этом здании в 1928—1937 годах жил украинский поэт Богдан-Игорь Антоныч. В 1989 году на здании установлена мемориальная плита поэту.
- № 64. С 1880-х здесь была фабрика сельскохозяйственных машин Шуттлворта (позже — Клейтона-Шуттлворта и Гофера- Клейтона). При советской власти завод был перепрофилирован в авторемонтный, затем в завод автотракторных запчастей.
- № 70. Тут была синагога «Агудас Реим».
- № 83. Львовский государственный цирк. Здание цирка построено в 1963 году по проекту А. Бахматова и М. Каневского и долгое время было единственным на территории Западной Украины.
- № 85. В пятиэтажном доме постройки 1950-х годов размещено общежитие Института новейших технологий и управления (бывший техникум радиоэлектроники).
- № 109. С конца XIX века — аптека.
- № 123 Львовский пригородный железнодорожный вокзал, открытый в 1997 на месте товарной станции, в прошлом здесь был железнодорожный Черновицкий вокзал.
- № 126 с советского времени — Железнодорожный райотдел милиции (так называемое «7-е отделение») и городское отделение ГАИ.
- № 132 с советского времени — Львовский жиркомбинат, который до 1991 года назывался «Жовтень» («Октябрь»).
- Дома № 165, 167, 171, 173 построены австро-венгерской железной дорогой для железнодорожников в 1912 году.
- № 155 Привокзальный рынок, построенный в послевоенные годы рядом со старым Городоцким кладбищем. В начале XXI века территорию рынка расширили и соорудили по этому адресу торговый центр «Привокзальный».
- № 168 — хлебозавод № 1. Здание выстроено в 1908 году для завода «Меркурий».
- № 170 с советского времени — хлебозавод № 2, который в 1980-х годах имел название макаронное производственное объединение «Укрмакаронпром».
- № 175 супермаркет «Скрыня», построенный в 2006 году.
- № 176 Львовский мотозавод; сначала это был велосипедный завод, устроенный на месте велосипедной мастерской польского времени.
- № 183 С польского времени участок занимает трамвайное депо № 1.
- № 225 С середины 1950-х годов — дом культуры «Львовсельмаш»; с 1990-х его арендует протестантская церковь «Ковчег».
- № 281 При Польше здесь находился Народный дом Сигновки; в период СССР здесь оборудовали кинотеатр имени Чкалова (с 1990-х годов — «Арлекино»).
- № 319 Церковь Воскресения Христова, строительство которой для римско-католического храма началось в 1930-х. В советское время в ней размещался склад, позже — спортзал.